# 高木正恒
高木 正恒（たかぎ まさつね）は、江戸時代中期の大名。河内国丹南藩の7代藩主。官位は従五位下・若狭守。

## 略歴
大身旗本・板倉重行（4代藩主・高木正盛の三男で板倉重直の養子）の次男として誕生した。幼名は鉄之助。正室は松平忠暁の娘。
享保4年（1719年）11月2日、先代藩主・高木正陳の養嗣子となった。享保13年（1728年）2月28日、8代将軍・徳川吉宗に御目見した。享保15年12月18日（1731年）、従五位下、若狭守に叙任した。寛保元年（1741年）4月2日、正陳の死去により跡を継いだ。
寛保3年（1743年）6月4日、30歳で死去した。法号は法源院。墓所は東京都杉並区永福の栖岸院。跡を長男の正弼が継いだ。